# Tumwater
La ville de Tumwater (en anglais [ˈtʌmˌwɑːtrə]) est située dans le comté de Thurston, dans l’État de Washington, aux États-Unis. Sa population s’élevait à 17 371 habitants lors du recensement de 2010, estimée à 22 973 habitants en 2017.

## Toponymie
Le nom de la ville est issu du jargon chinook « tumwater » désignant une « cascade ».

## Source
- (en) Cet article est partiellement ou en totalité issu de l’article de Wikipédia en anglais intitulé « Tumwater, Washington » (voir la liste des auteurs).